# Stadsarkitekter i Stockholm

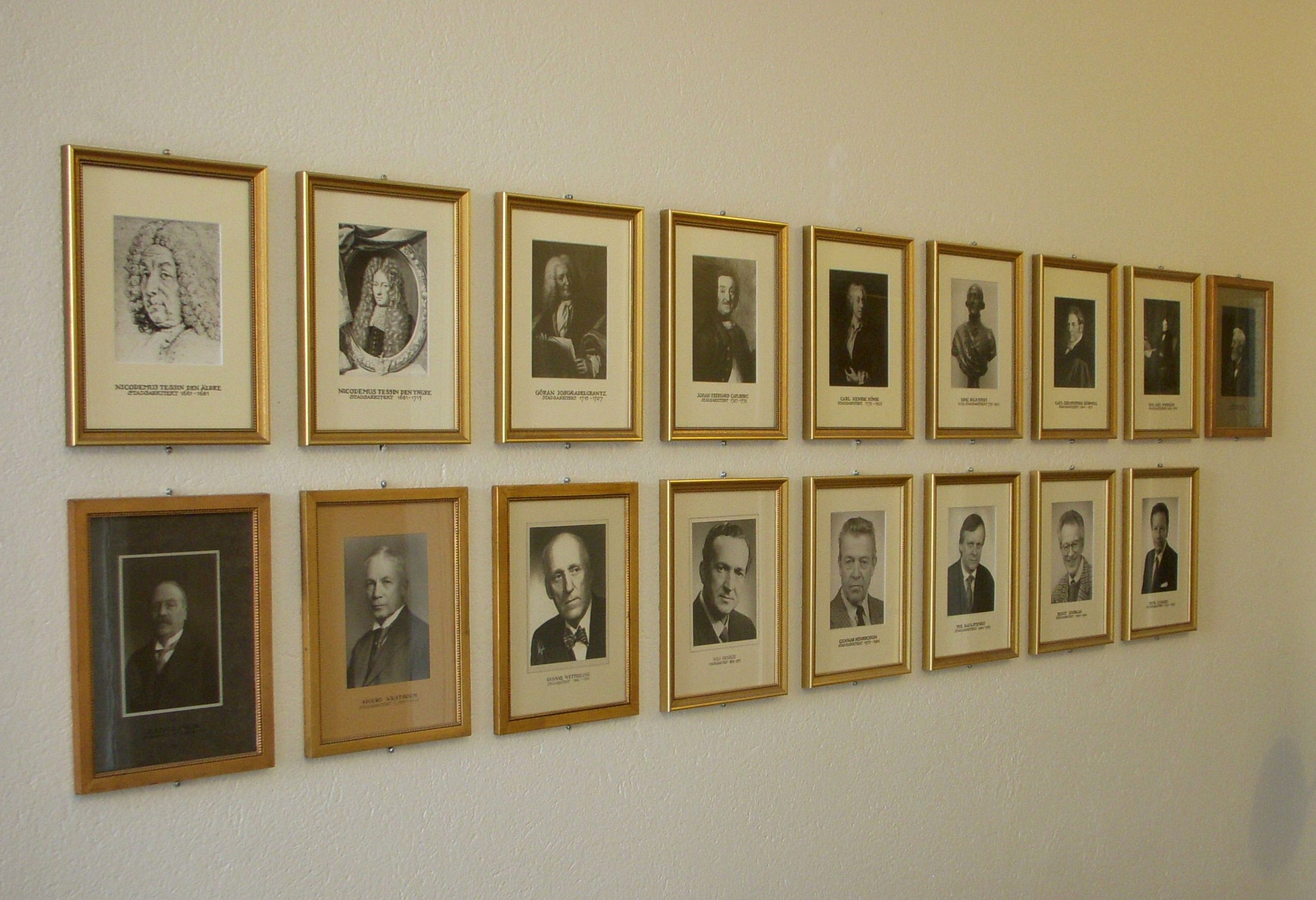
Stockholms stadsarkitekter, galleri på Stadsbyggnadskontoret i Tekniska nämndhuset.

Den förste stadsarkitekten i Stockholm och därmed även i Sverige var tyskfödde Nicodemus Tessin den äldre som värvades från Stralsund för att leda Stockholms förvandling från medeltida småstad till en av Europas modernaste huvudstäder. Han skulle rita och leda stadens egna byggen och kontrollera alla andra byggen utom kronans.
År 1661 blev Tessin den äldre utnämnd till förste hov- och stadsarkitekt och innehade tjänsten till sin död 1681 då han efterträddes av sin son Nicodemus Tessin den yngre tillsammans med dess halvbror Abraham Winantz-Svanskiöld. Först en bit in i 1700-talet kunde man tala om ett regelrätt stadsarkitektkontor. Men stadsarkitektens ställning var delvis oklar, framför allt förhållandet till murmästare och timmermansmästare som hade genom skråväsendet förankrade rättigheter och ansvar för byggen. 1715 överlät Tessin d.y. tjänsten som stadsarkitekt på sin medarbetare vid slottsarkitektkontoret Göran Josua Adelcrantz. I och med att Adelcrantz blev stadsarkitekt bestämde kungen Karl XII att även upprättandet av stadsplaner skull ingå i stadsarkitektens arbetsuppgifter och inte stadsingenjörens.
Fjärde stadsarkitekt blev Johan Eberhard Carlberg, som innehade tjänsten i 45 år, från 1727-1772, därmed har han suttit längst på denna post. Johan Eberhard Carlbergs bror, Bengt Wilhelm Carlberg, blev samtidigt stadsarkitekt i Göteborg, en tjänst han hade i 48 år.
Nuvarande (2016) stadsarkitekt i Stockholm och den 19:e i raden sedan Nicodemus Tessin d.ä. är Torleif Falk.

## Lista över stadsarkitekter i Stockholm
| Nr | Namn                                | född - död | Stadsarkitekt mellan   |
| -- | ----------------------------------- | ---------- | ---------------------- |
| 1  | Nicodemus Tessin den äldre          | 1615-1681  | 1661-1681              |
| 2  | Nicodemus Tessin den yngre          | 1654-1728  | 1681-1715              |
| 3  | Göran Adelcrantz                    | 1668-1739  | 1715-1727              |
| 4  | Johan Eberhard Carlberg             | 1683-1773  | 1727-1772              |
| 5  | Carl Henrik König                   | 1726-1804  | 1772-1804              |
| 6  | Carl Christoffer Gjörwell den yngre | 1766-1837  | 1804-1837              |
| 7  | Fredrik August Lidströmer           | 1787-1856  | 1818-1824              |
| 8  | Per Axel Nyström                    | 1793-1868  | 1838-1863              |
| 9  | Ludvig Hedin                        | 1826-1917  | 1863-1898              |
| 10 | Kasper Salin                        | 1856-1919  | 1898-1915              |
| 11 | Sigurd Westholm                     | 1871-1960  | 1916-1940              |
| 12 | Gunnar Wetterling                   | 1891-1967  | 1941-1954              |
| 13 | Nils Oelrich                        | 1908-1997  | 1954-1973              |
| 14 | Gunnar Henriksson                   | 1919-2006  | 1973-1984              |
| 15 | Per Kallstenius                     | 1944-      | 1984-1989              |
| 16 | Bengt Lindblad                      | 1925-2018  | 1989-1990              |
| 17 | Petr Zupanc                         | 1934-2017  | 1990-1993              |
| 18 | Per Kallstenius                     | 1944-      | 1994-23 augusti 2010   |
| 19 | Karolina Keyzer                     | 1966-      | 23 augusti 2010 - 2016 |
| 20 | Torleif Falk                        | 1961-      | 1 oktober 2016 -       |

Stadsarkitekter i Stockholm mellan 1661 och 2010
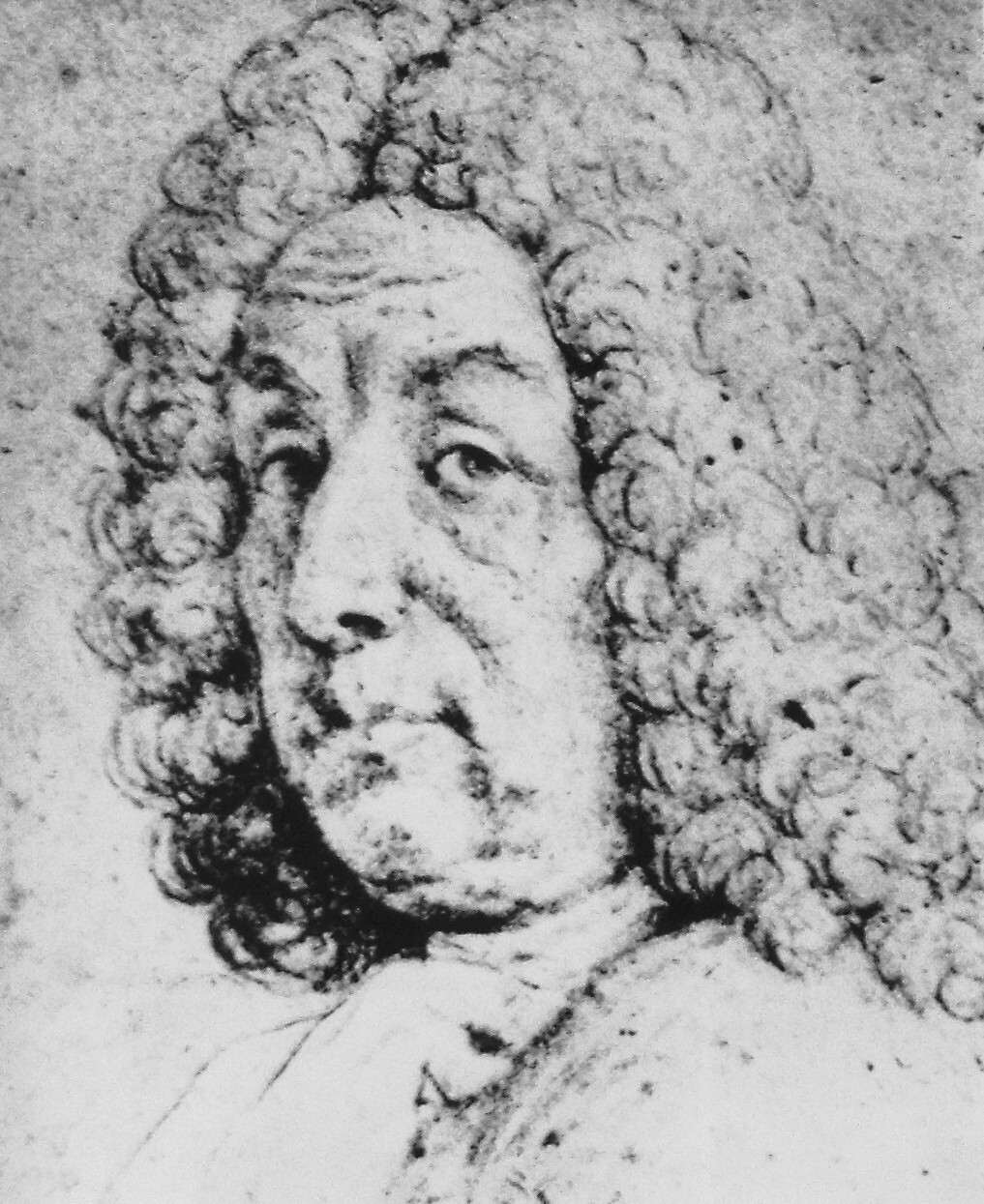
Tessin d.ä.
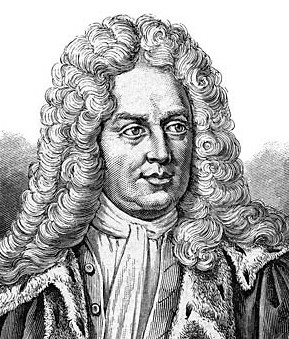
Tessin d.y
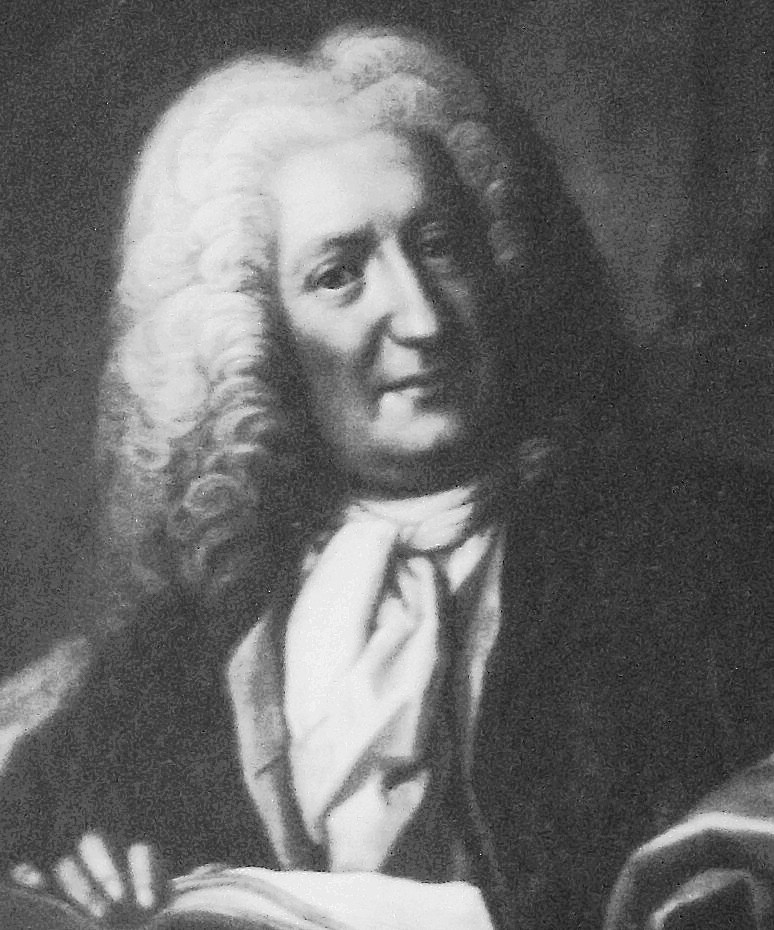
G. Adelcrantz
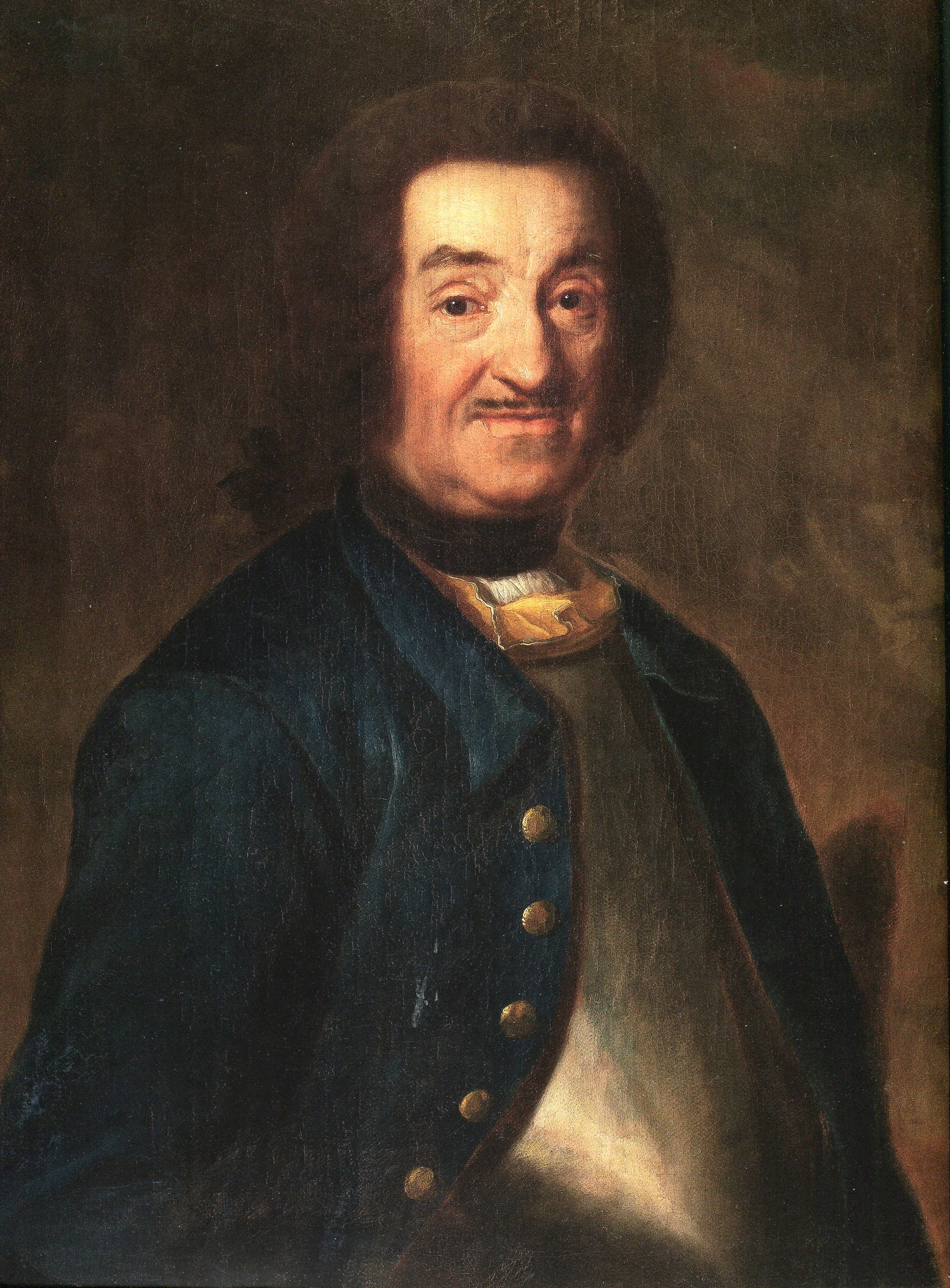
J E Carlberg
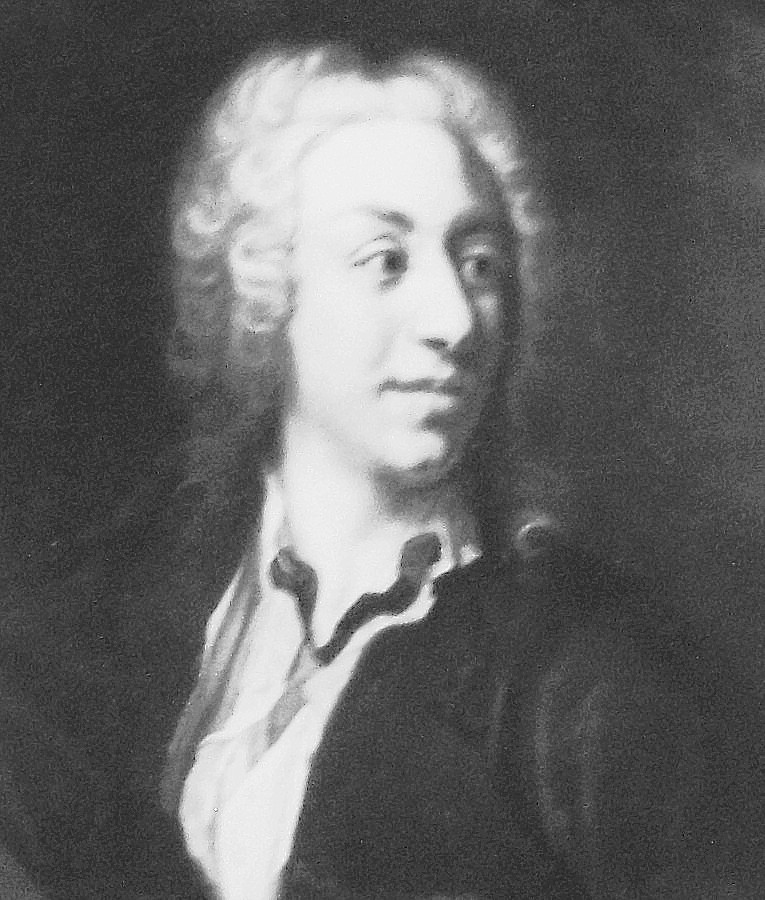
C H König
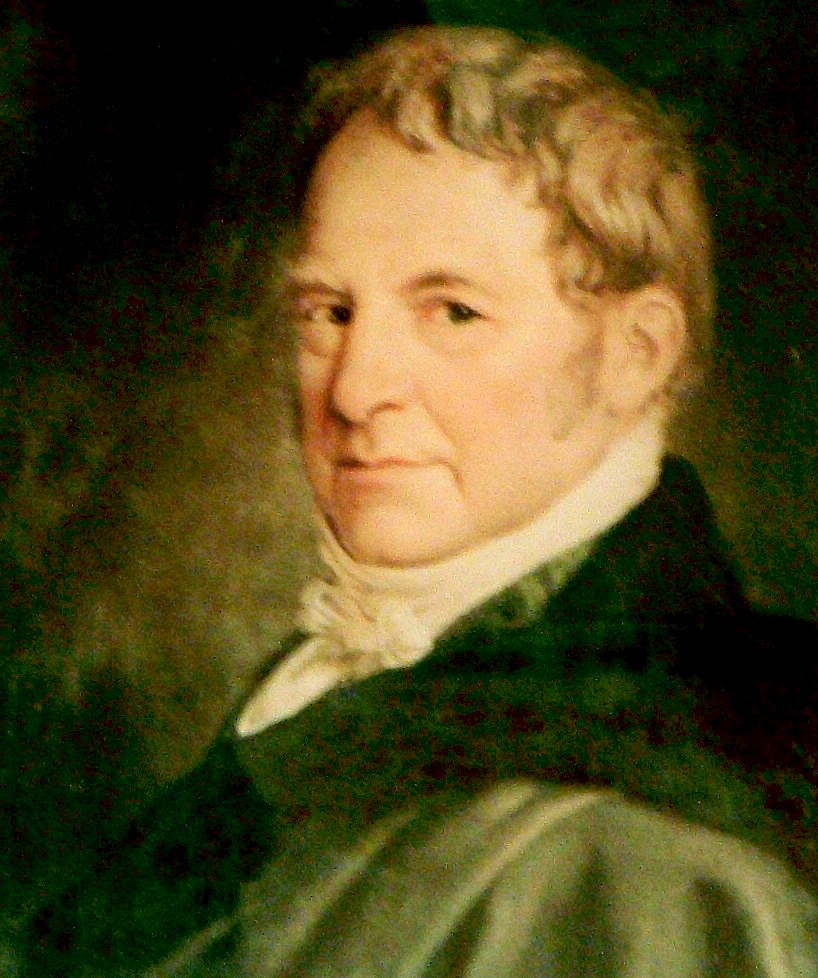
Görwell d.y.
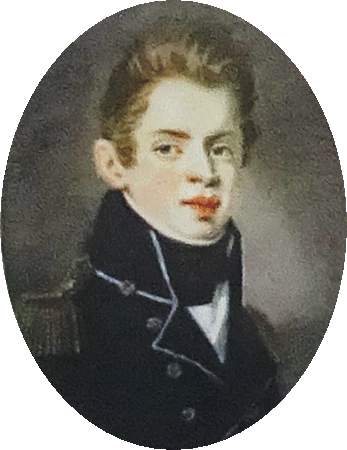
F.A. Lidströmer
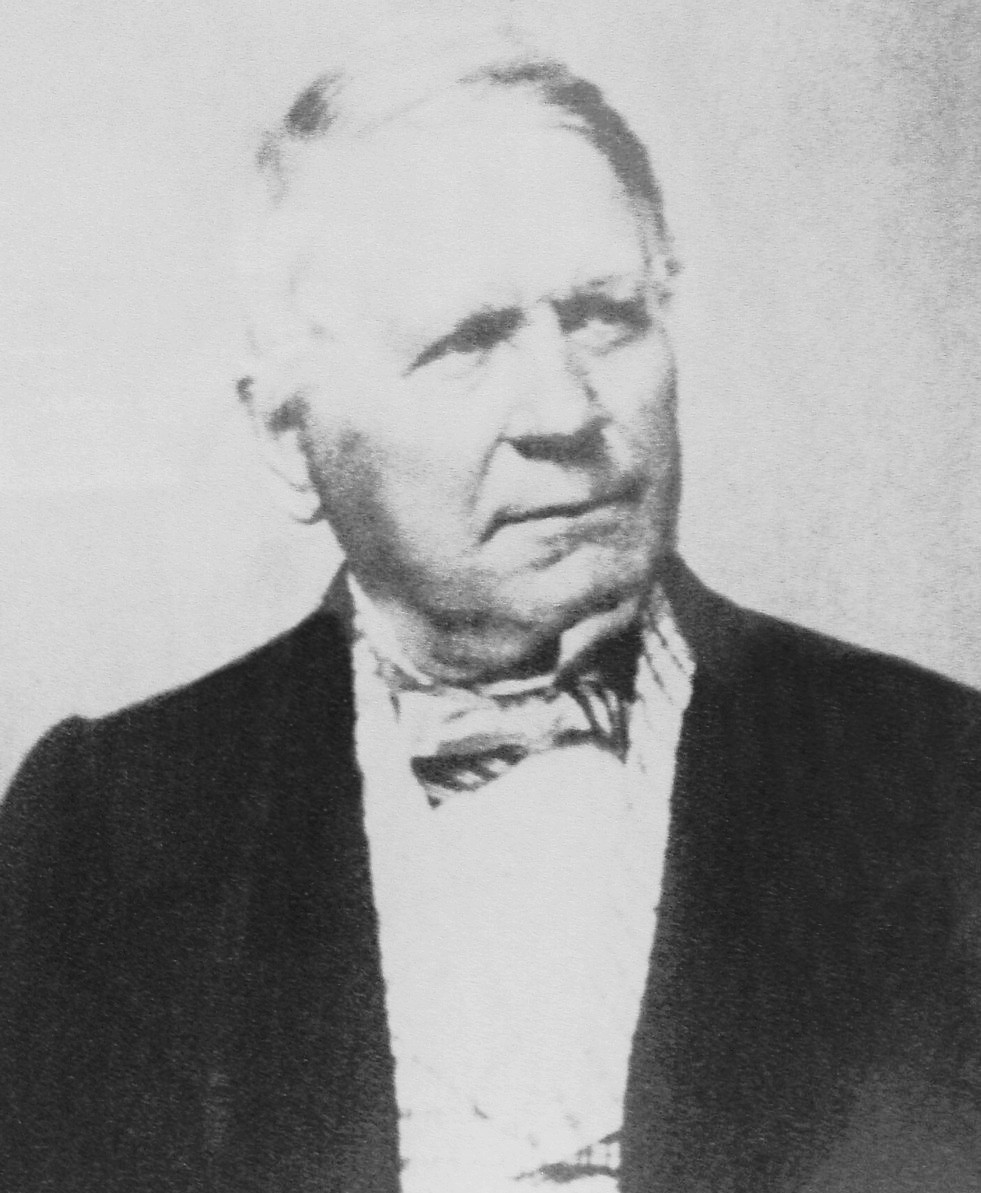
P A Nyström
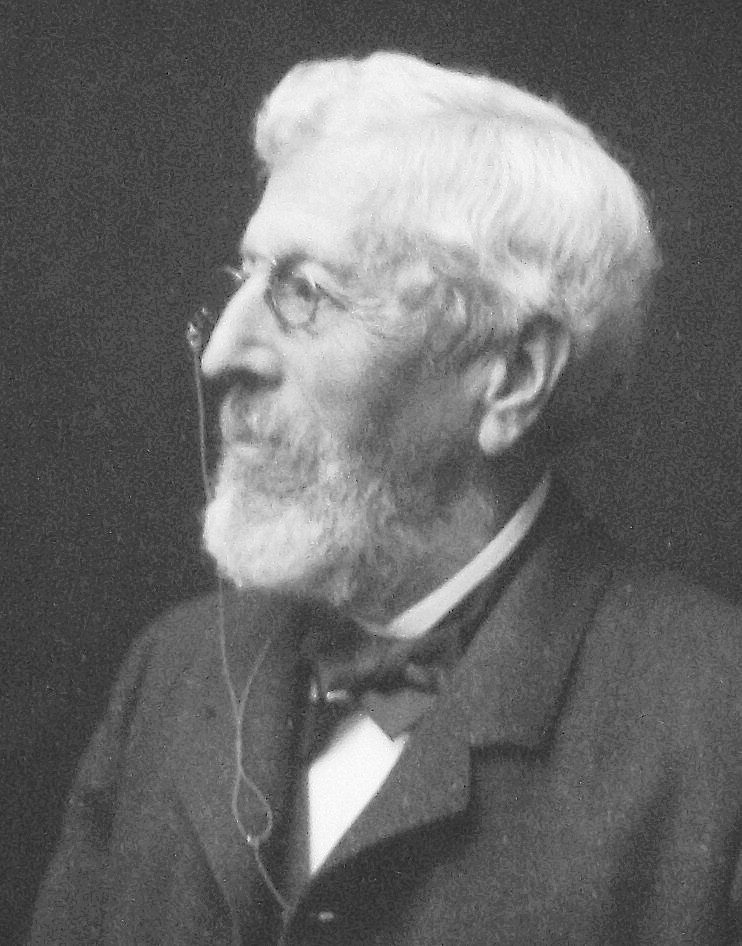
L Hedin
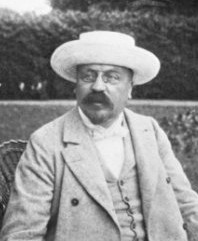
K Salin
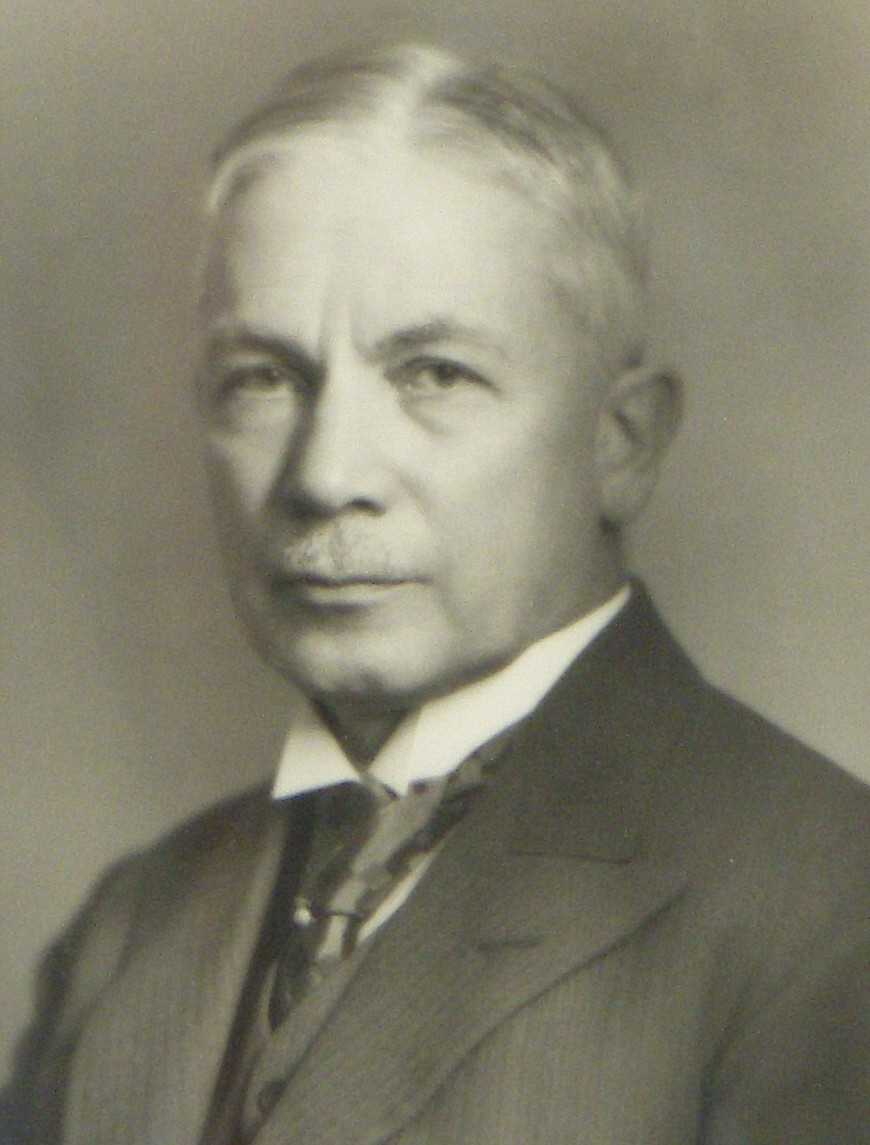
S Westholm
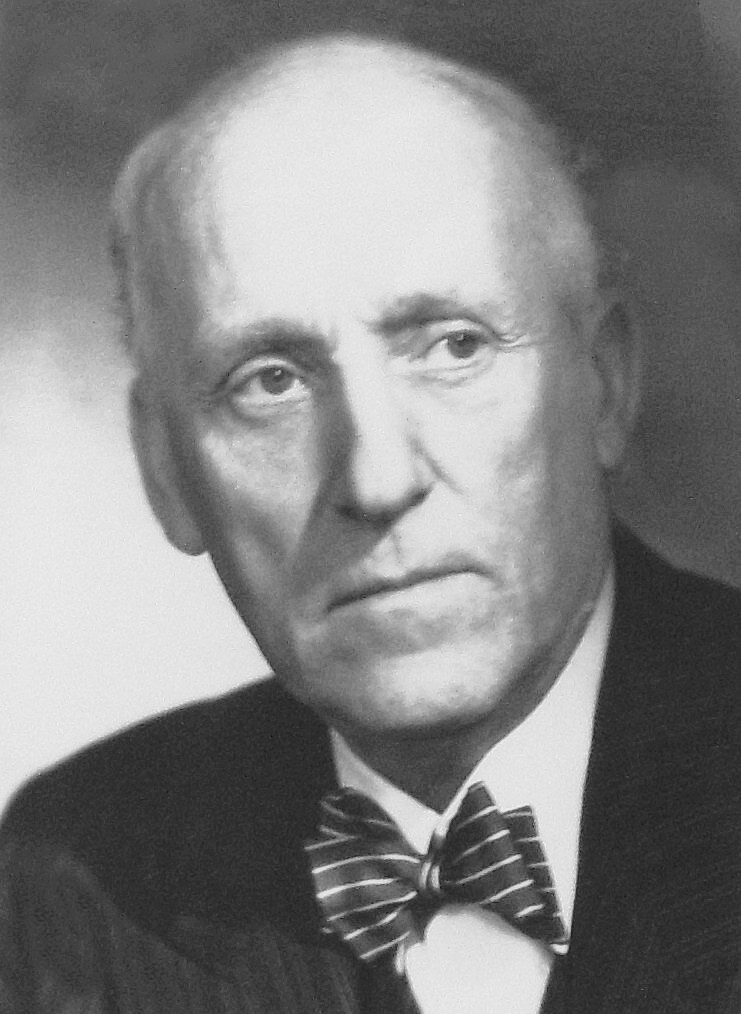
G Wetterling
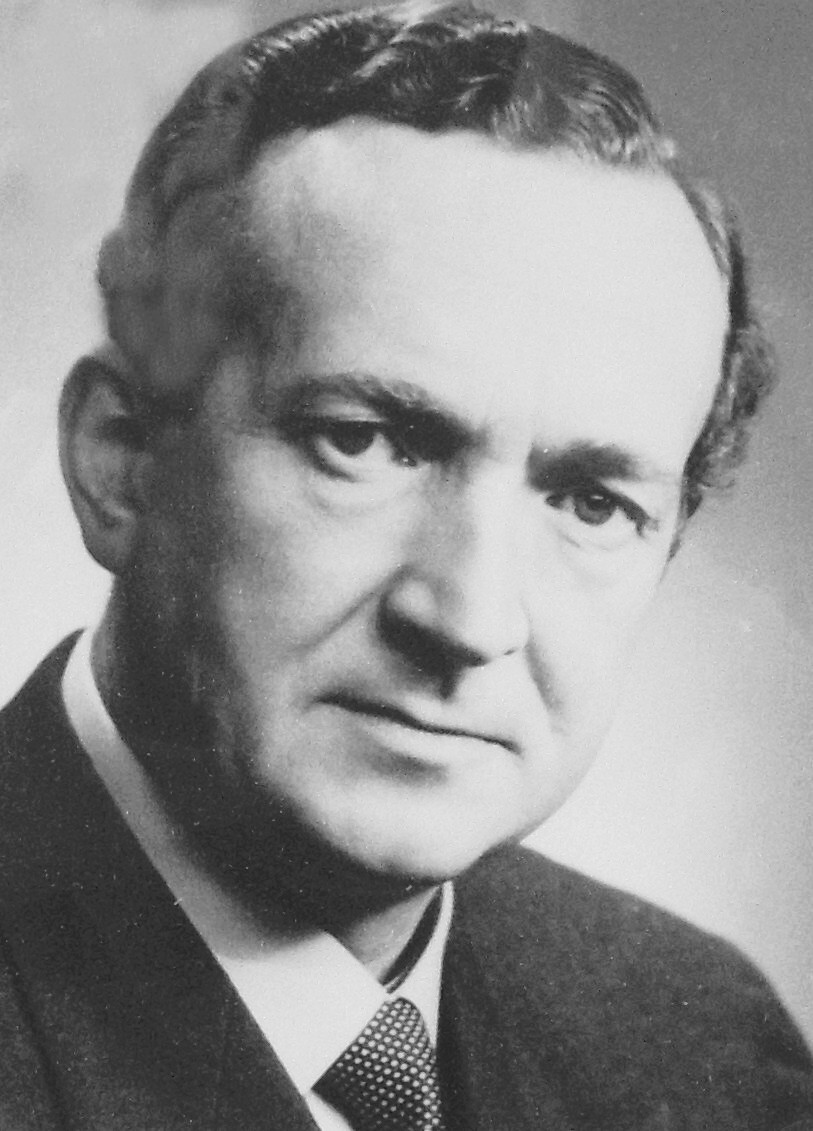
N Oelrich
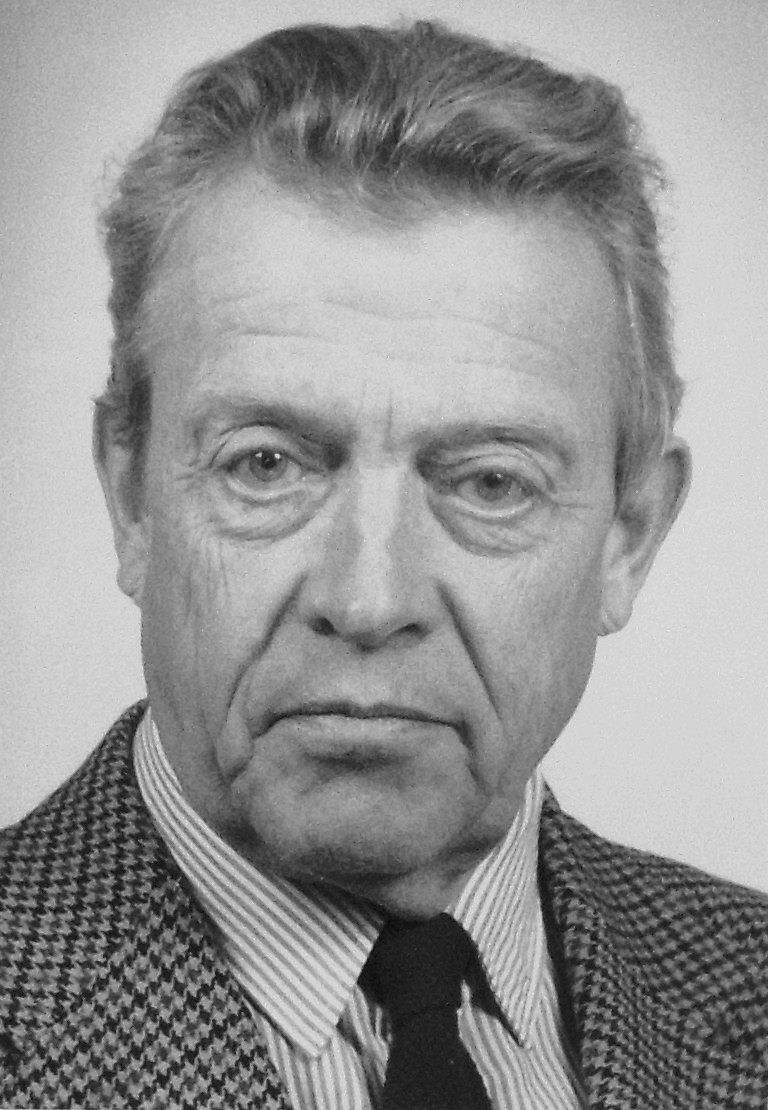
G Henriksson
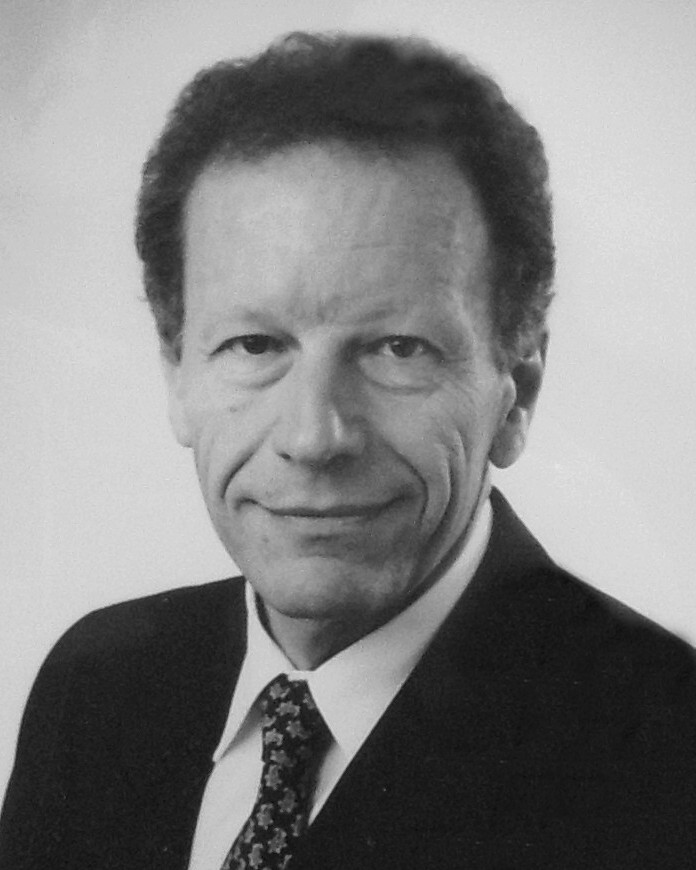
P Zupanc
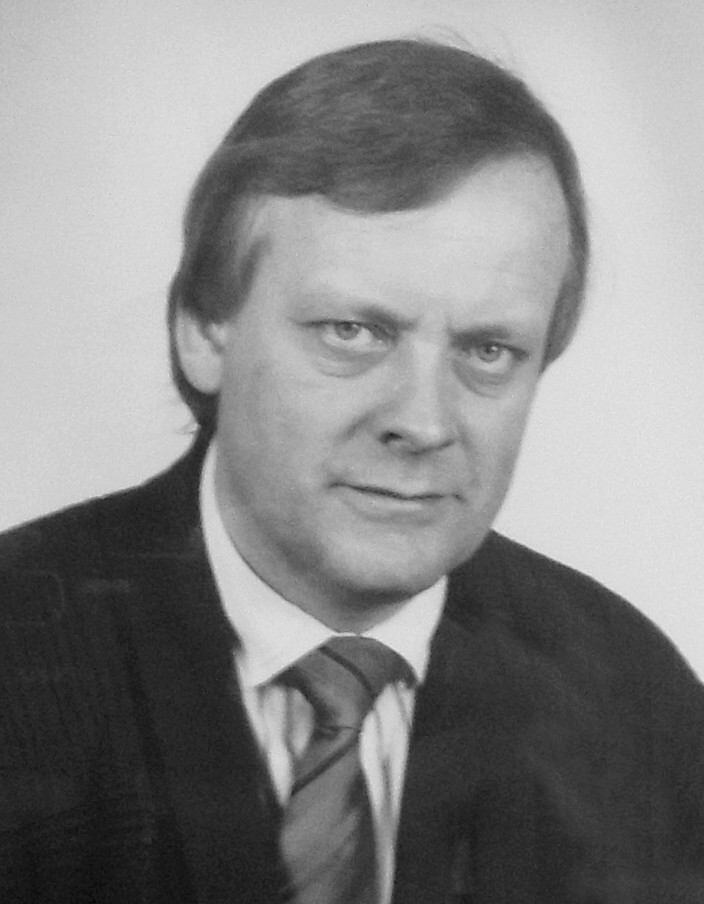
P Kallstenius
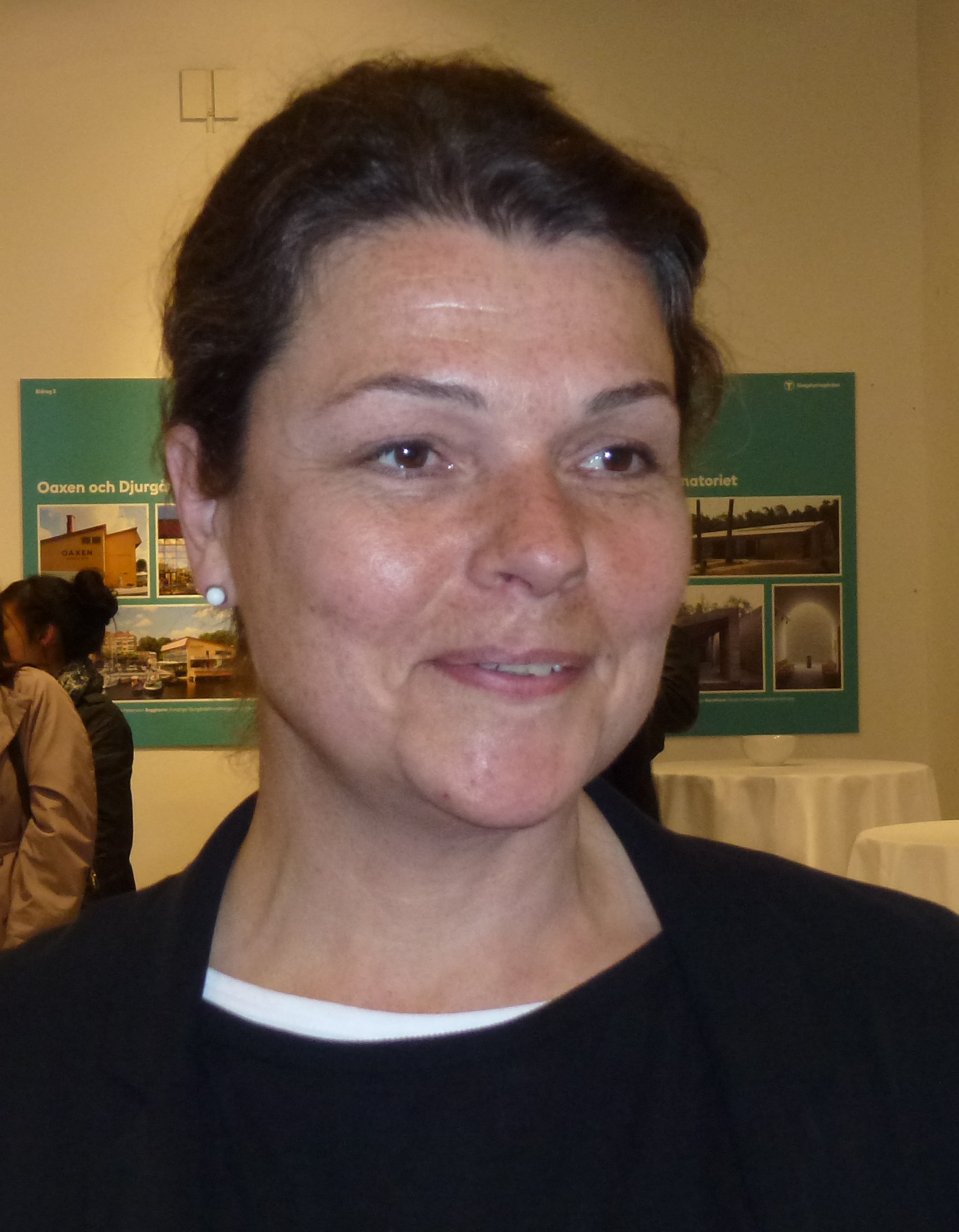
Karolina Keyzer
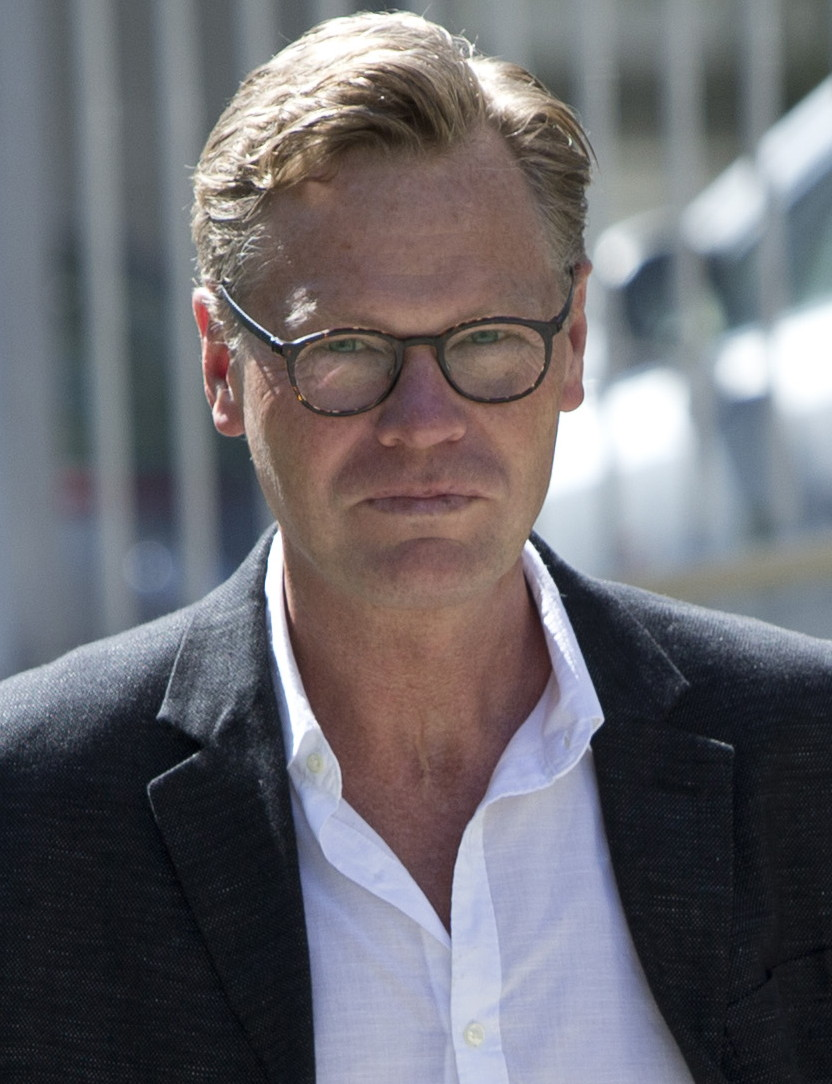
Torleif Falk